# Гарофало
Гарофало, тобто Бенвенуто Тізі (італ. Benvenuto Tisi da Garofalo, 1481 — 6 вересня 1559) — італійський художник, представник Феррарської школи.

## Біографія коротко
Первісне навчання отримав у Доменіко Панетті (1460—1530). Неспокійний характер і бажання заробити гроші спонукали художника до переїздів і подорожей. Працював вКремоні,Болоньї, Феррарі і Римі. Був помічником Рафаеля Санті в Римі під час виконання ним фресок в Ватикані. Співпрацював з братами художниками Доссо Доссі і Баттіста Доссі(Лутері)в Феррарі. Одружився приблизно у 1529 р., мав дочок. Неможливість утримання дітей спонукала дочок до долі чорниць монастиря Сан Бернардино в Феррері, заснованому  дружиною герцога Альфонсо I д'Есте — Лукрецією Борджиа. В подяку за це декілька релігійних образів для цього монастиря Гарофало виконав безкоштовно.
Мав хворобу очей, що перешкоджало праці. Помер в Феррарі. Серед інших неточну, але схвальну біографію Гарофало написав Джорджо Вазарі.

## Вибрані твори

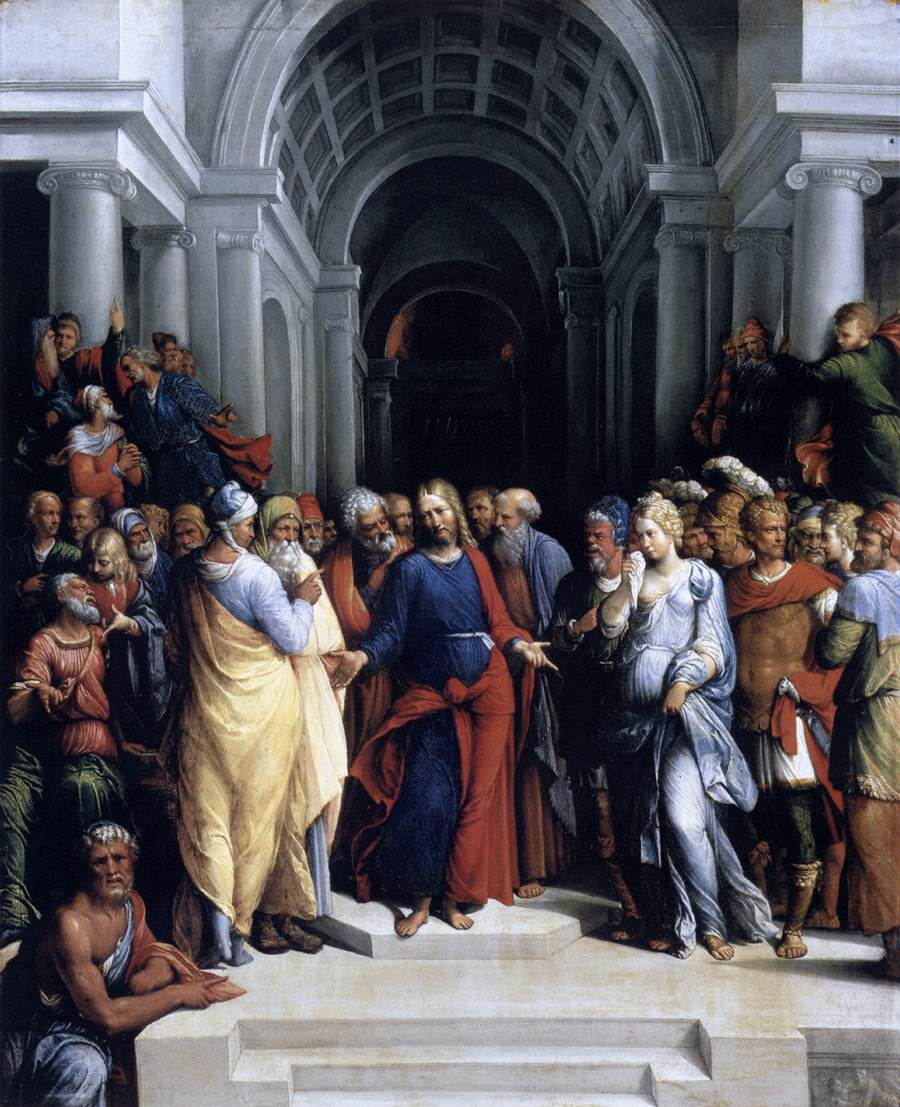
«Христос і грішниця»,Музей образотворчих мистецтв (Будапешт).

- « Мадонна з немовлям», Державний музей (Амстердам)
- «Обрізання Христа за єврейським звичаєм», 1519, Лувр, Париж
- « Вознесіння Христа», до 1520, Національна галерея старовинного мистецтва, Рим
- «Покладання Христа у гроб (Гарофало)», 1520-ті рр., Ермітаж, Санкт-Петербург
- Алегорія Старого та Нового завіту, Ермітаж
- «Благовіщення», 1528, Капітолінські музеї, Рим
- « Христос і грішниця», Музей образотворчих мистецтв (Будапешт)
- « Св. Микола Толентинський воскрешає птахів», бл. 1530, Музей мистецтва Метрополітен, Нью-Йорк
- « Мадонна зі Св. Михайлом і Св. Йосипом», Бл. 1531, Галерея Боргезе, Рим
- «Мадонна з немовлям», Лувр, Париж
- «Благовіщення», 1550, Пінакотека Брера, Мілан
- «Св. Себастьян», Капітолійські музеї
- « Св. Мартин і жебрак»
- « Поклоніння пастухів», Музей образотворчих мистецтв імені Пушкіна, Москва
- « Весілля в Кані Галілейській», Ермітаж, Санкт-Петербург
- "Поклоніння пастухів», Галерея Боргезе, Рим
- « Христос в Гетсиманському саду» або «Моління про чашу», Палаццо Барберіні, Рим
- « Поклоніння пастухів», Рим, Капітолійські музеї
- « Поклоніння волхвів», Рим, музей Капітолійські музеї
- « Поклоніння волхвів», Феррара, Національна Пінакотека
- «Алегорія кохання», Національна галерея (Лондон)
- «Вакх. Алегорія», Феррара, Національна Пінакотека

## Релігійні картини

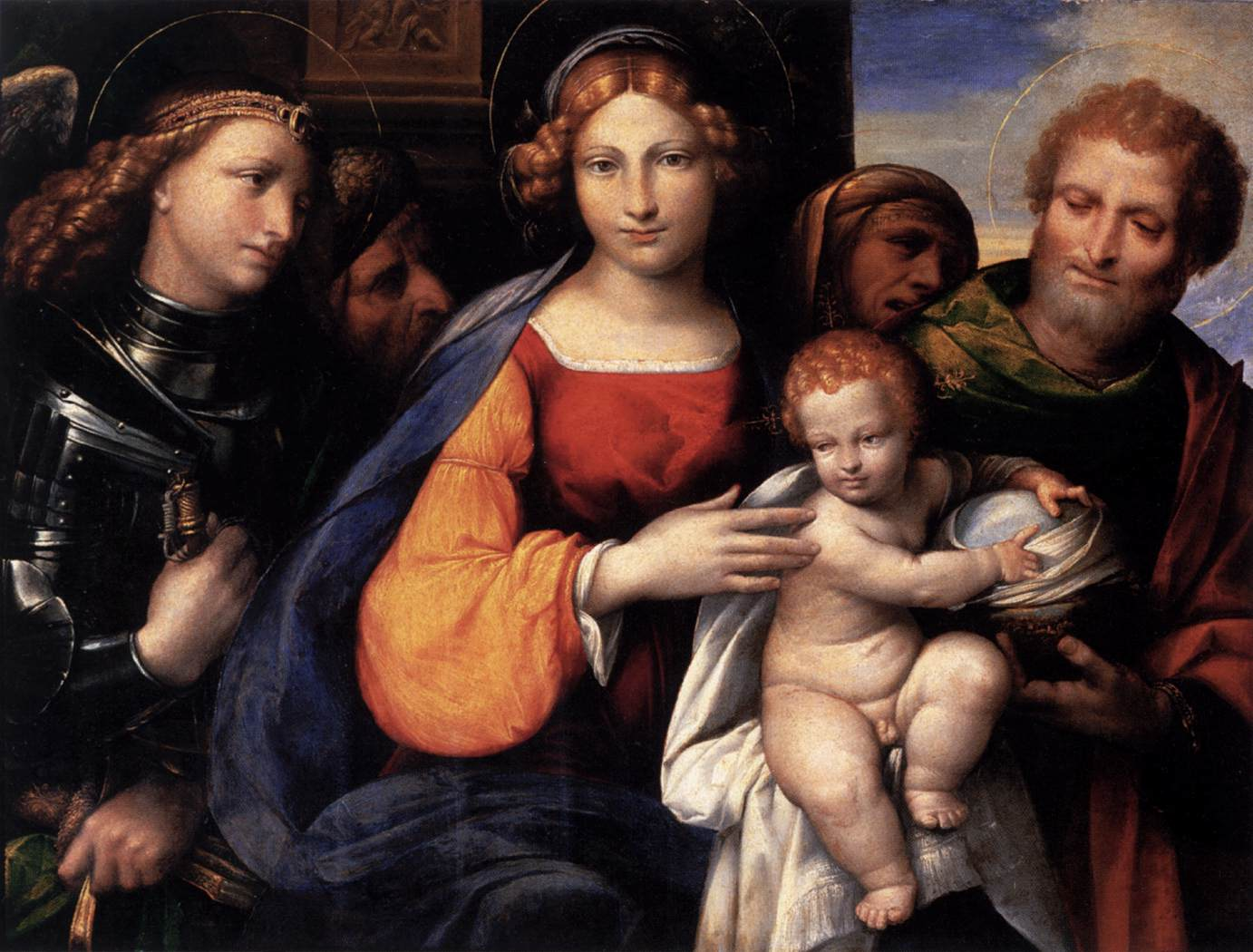
«Мадонна зі Св.Михайлом і Св. Йосипом». Пінакотека Боргезе, Рим.
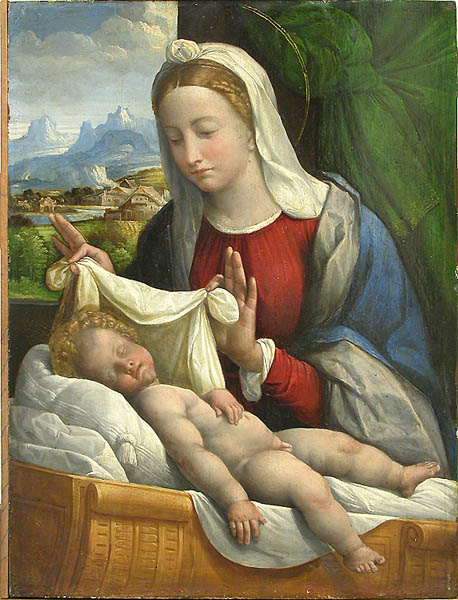
«Мадонна з немовлям». Лувр , Париж.
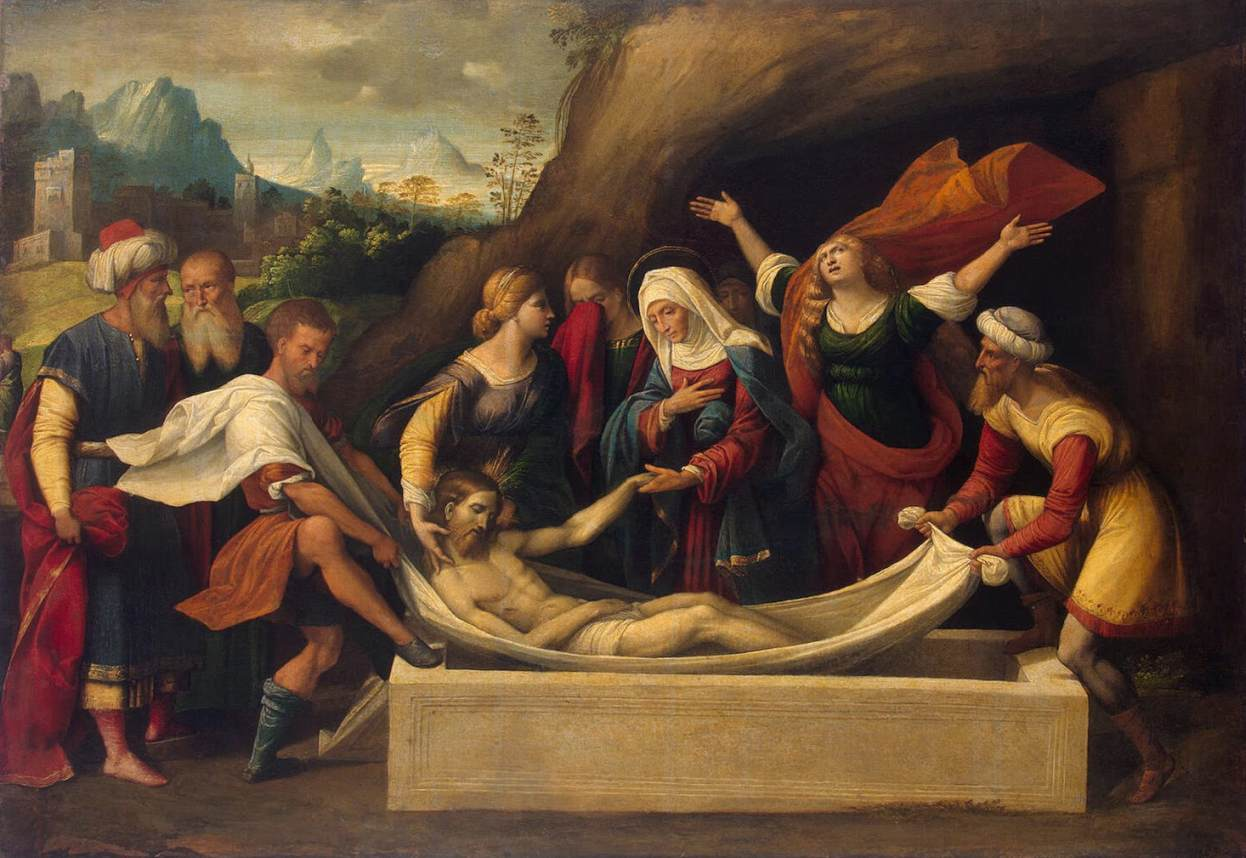
Покладання Христа у гріб (Гарофало). Ермітаж , Петербург.
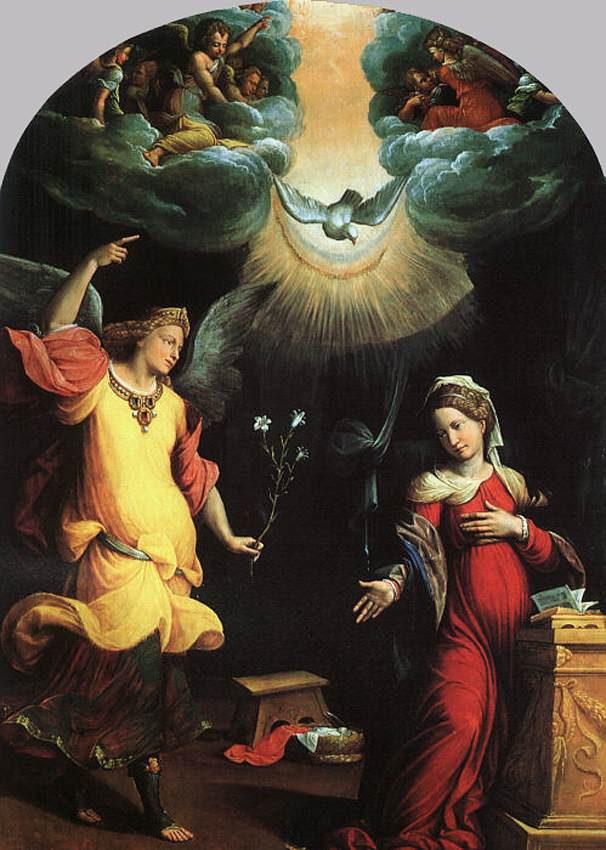
«Благовіщення», Мілан , Брера .
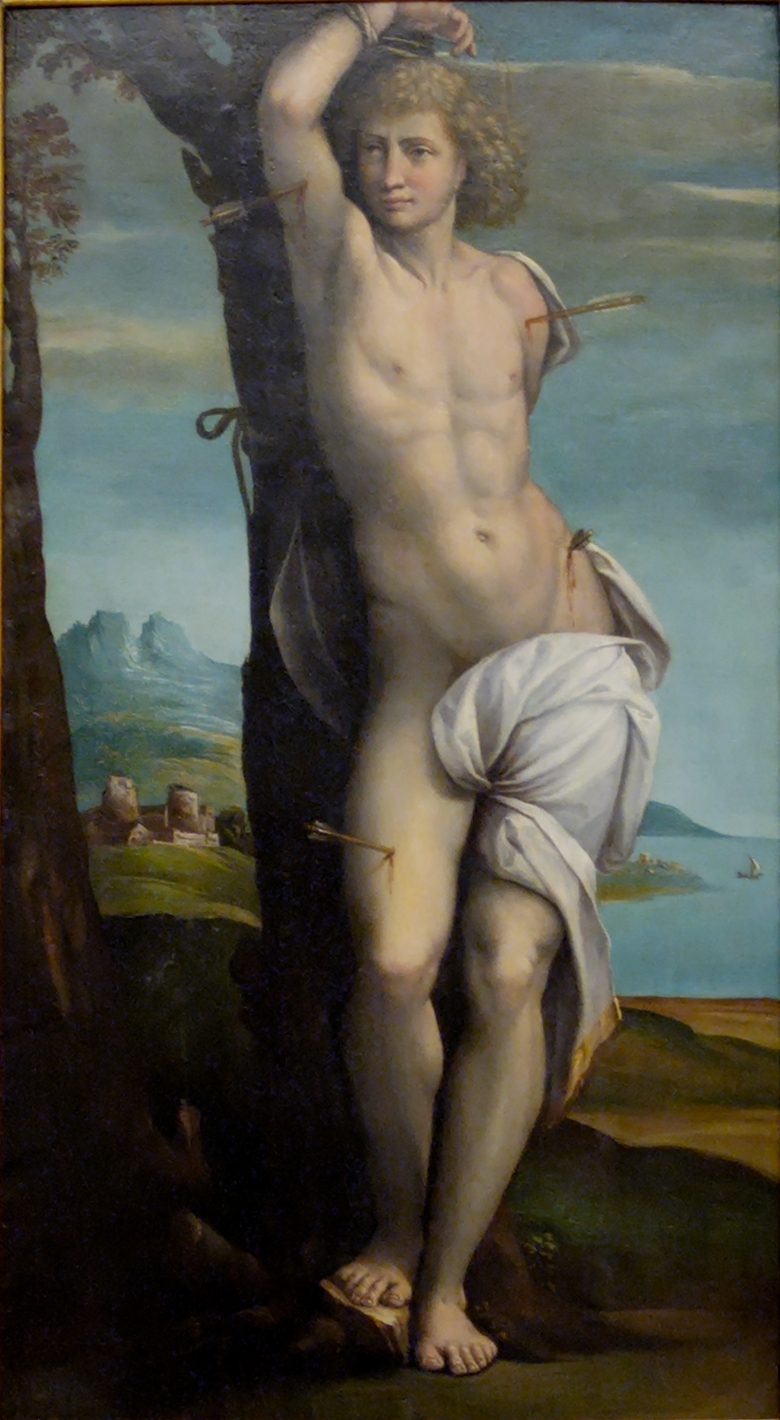
«Св.Себастьян». Рим,  Капітолійські музеї.
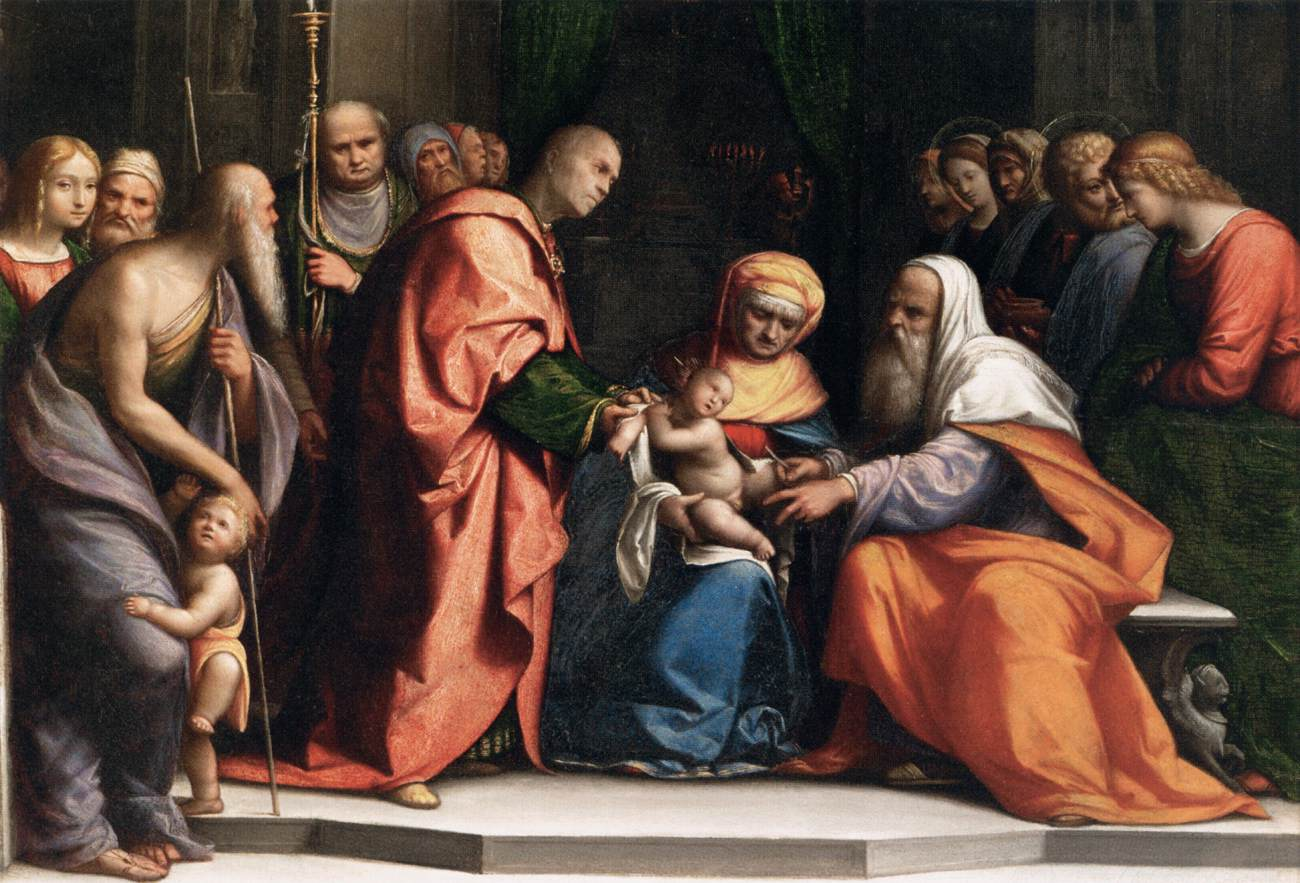
«Обрізання Христа за єврейським звичаєм», Лувр , Париж.
«Благовіщення», 1528, Рим, Капітолійські музеї
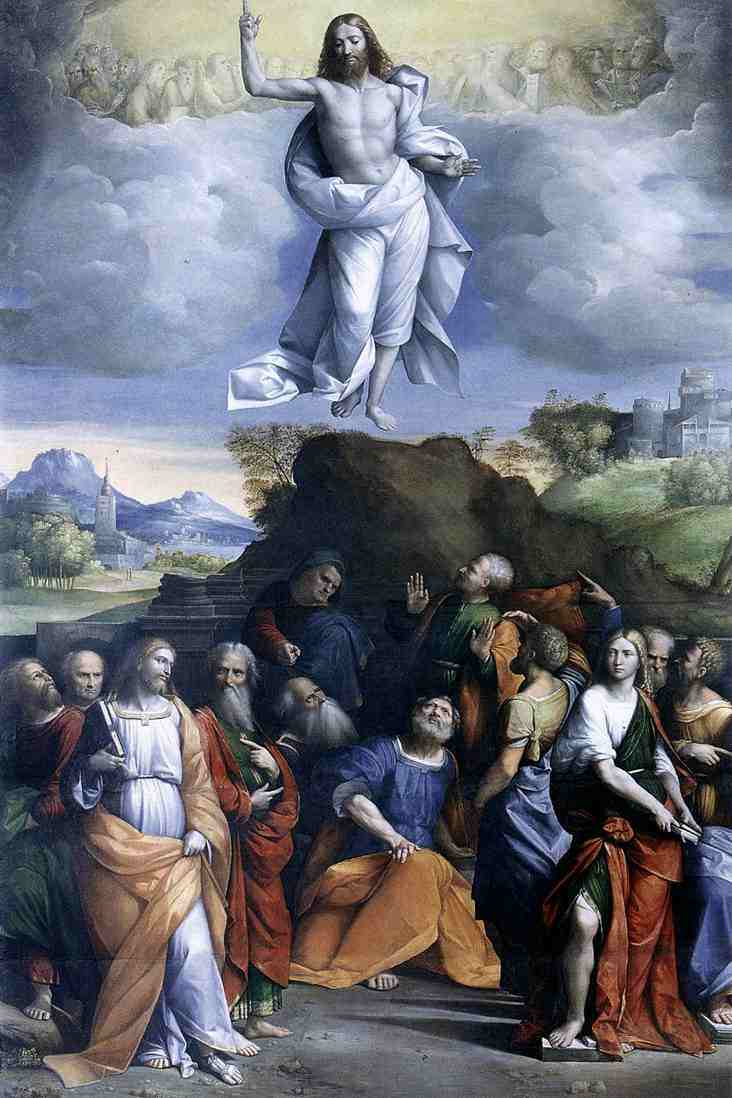
Преображення.Рим, Національна галерея старовинного мистецтва.